# Марјанка
Марјанка (слч. Marianka) насељено је мјесто са административним статусом сеоске општине (слч. obec) у округу Малацки, у Братиславском крају, Словачка Република.

## Становништво
| Година:    | 1994. | 2004.    | 2014.    | 2024.    |
| ---------- | ----- | -------- | -------- | -------- |
| Број људи: | 927   | 1037     | 1714     | 2341     |
| Разлика:   |       | +11,86 % | +65,28 % | +36,58 % |

| Година:    | 2023. | 2024.   |
| ---------- | ----- | ------- |
| Број људи: | 2332  | 2341    |
| Разлика:   |       | +0,38 % |

Према подацима о броју становника из 2024. године насеље је имало 2341 становника.